# Gmina Ydre
Gmina Ydre (szw. Ydre kommun) – gmina w Szwecji, w regionie Östergötland, z siedzibą w Österbymo.
Pod względem zaludnienia Ydre jest 284. gminą w Szwecji. Zamieszkuje ją 3894 osób, z czego 48,46% to kobiety (1887) i 51,54% to mężczyźni (2007). W gminie zameldowanych jest 81 cudzoziemców. Na każdy kilometr kwadratowy przypada 5,73 mieszkańca. Pod względem wielkości gmina zajmuje 143. miejsce.